# Cristianesimo in Arabia Saudita
Una precisa statistica demografica religiosa è assai difficile da ottenere in Arabia Saudita; mentre tutti i cittadini sono considerati seguaci dell'Islam da parte dello Stato, si ritiene che vi siano almeno 1,5 milioni di cristiani nel paese.

## Storia dell'Arabia
I cristiani avevano già creato varie chiese nella penisola arabica prima del tempo di Maometto nel VII secolo. I commercianti arabi antichi avevano viaggiato a Gerusalemme per scopi commerciali e udito la predicazione del Vangelo da parte di San Pietro apostolo (Atti degli apostoli 2,11) e San Paolo di Tarso ebbe a trascorrere diversi anni in Arabia (Lettera ai Galati 1,17); evangelizzazione poi ulteriormente rafforzata dal ministero di san Tommaso apostolo che si diresse dall'Arabia in Persia e successivamente in direzione del subcontinente indiano.
Presumibilmente, una delle prime chiese mai scoperte dagli archeologi si trova proprio nell'attuale Arabia Saudita, conosciuta come chiesa di Jubail, costruita intorno al IV secolo. Alcune parti della moderna Arabia Saudita (come la cittadina di Najrān) erano prevalentemente cristiane fino al VII-X secolo, quando la maggior parte dei credenti furono espulsi o convertiti a forza all'Islam od infine ebbero lasciato la regione per via mare verso l'Asia con la quale esisteva già un fiorente commercio; altri invece migrarono a nord verso la Giordania e la Siria e vi si stabilirono. Alcuni cristiani arabi che sono rimasti son vissuti come cripto-cristiani, o cristiani segreti. Alcune tribù dell'Arabia, come i Banu Taghlib e i Banu Tamim, continuarono per un po' di tempo a seguire i precetti cristiani. L'antico cristianesimo arabo è a tutt'oggi in gran parte scomparso dalla regione.

## Comunità cristiane attuali
Ci sono più di un milione di cattolici in Arabia Saudita. La maggior parte di loro sono espatriati filippini che vi lavorano, ma che non hanno la cittadinanza dell'Arabia Saudita. La percentuale di cristiani di tutte le denominazioni tra i circa 1,2 milioni di filippini in Arabia Saudita probabilmente supera il 90%. Vi sono poi anche i cristiani provenienti dal Canada, dagli Stati Uniti d'America, dalla Nuova Zelanda, dall'Australia, dall'Italia, dalla Grecia, dalla Corea del Sud, dall'Irlanda, dal Regno Unito, dall'India meridionale, dalla Cina, dal Pakistan, dallo Sri Lanka, dall'Indonesia, dalla Malaysia, dalla Thailandia, dall'Etiopia, dalla Nigeria, dal Kenya, dal Libano, dalla Siria e dalla Giordania, ed inoltre un certo numero di cristiani provenienti da paesi dell'Africa sub-sahariana che lavorano nel regno saudita.
Lo Stato saudita permette ai cristiani di entrare nel paese, soprattutto come lavoratori stranieri per impieghi di lavoro temporaneo, ma non consente loro di praticare la loro fede apertamente. A causa di ciò i cristiani in genere praticano il proprio culto solo all'interno di abitazioni private. I prodotti e gli articoli appartenenti a religioni diverse dall'Islam sono vietati: questi includono la Bibbia, il crocifisso, statue, sculture ed oggetti con simboli religiosi.
La "Saudi Arabian Mutaween" (in lingua araba: مطوعين), o Muṭawwiʿa (cioè, la polizia religiosa ) vieta la pratica di qualsiasi religione diversa dell'Islam. La conversione di un musulmano ad un'altra religione è considerato un atto di apostasia (ridda in arabo), un crimine punibile con la morte, se l'imputato non fa atto di abiura (cioè se non ritratta). Non ci sono state segnalazioni confermate di esecuzioni a tal proposito in epoca moderna. Il governo non permette inoltre al clero non musulmano di entrare nel paese con lo scopo di condurre servizi religiosi; ma, a dispetto di questo, da uno studio del 2015 giungono stime sul fatto che vi siano circa 60.000 cristiani di origine musulmana che vivono nel paese, anche se questo non significa che siano tutti cittadini del paese.
L'""International Christian Concern" (ICC) ha protestato nel 2001 per quello che ha riferito essere come una detenzione di 11 cristiani in Arabia Saudita, con la colpa di aver praticato la loro religione all'interno delle proprie case. Nel giugno 2004, almeno 46 cristiani sono stati arrestati in un'azione che l'ICC ha descritto come un "pogrom" da parte della polizia saudita. Gli arresti sono avvenuti poco dopo che i media hanno riferito che un Corano era stato profanato nel campo di prigionia di Guantánamo.
Ai cristiani e agli altri non musulmani è vietato entrare nelle città di La Mecca e a Medina, tra i maggiori luoghi sacri all'Islam.

## Chiese
A tutt'oggi non vi sono chiese ufficiali in Arabia Saudita, per nessuna denominazione cristiana. Il piccolo numero di cristiani sauditi esistenti si riunisce in chat su Internet e attraverso riunioni private. Tuttavia, ci sono casi in cui un musulmano adotterà la fede cristiana, segretamente dichiarando la propria nuova fede: negli effetti, essi sono cristiani praticanti, ma legalmente rimangono musulmani.

## Demografia
La percentuale di cittadini sauditi che sono anche cristiani è ufficialmente pari a zero, in quanto l'Arabia Saudita vieta la conversione religiosa dall'Islam ad un'altra religione e la massima condanna per chi lo facesse è la pena di morte. Al 2015 stime di studio parlano di 60.000 musulmani convertiti al cristianesimo in Arabia Saudita.